# آساشیو تورو سوم

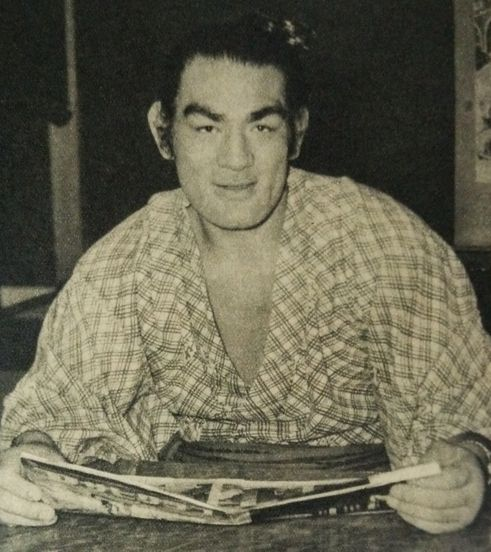
«آساشیو تورو سوم» در سال ۱۹۵۳

آساشیو تورو سوم (به ژاپنی: 朝潮 太郎) کُشتی‌گیر سوموی اهل استان هیوگو در کشور ژاپن است که چهل‌وششمین کشتی‌گیر دارای رتبهٔ یوکوزونا محسوب می‌شود. وی در سال ۱۹۵۹ میلادی به این مرتبه ارتقا یافت و در سال ۱۹۶۲ میلادی بازنشست شد. آساشیو تورو سوم توانست ۵ بار قهرمان (یوشو) مسابقات سومو شود.